# Nowy Targ (Landgemeinde)
Die  gmina wiejska Nowy Targ ist eine selbständige Landgemeinde im Powiat Nowy Targ in der Wojewodschaft Kleinpolen in Polen. Ihr Sitz befindet sich in der Stadt Nowy Targ (deutsch Neumarkt). Sie hat eine hat eine Fläche von 208,65 km², auf der 24.131 Menschen leben (31. Dezember 2020).

## Geschichte
In den Jahren 1975 bis 1998 gehörte die Gemeinde zur Woiwodschaft Nowy Sącz.

## Gliederung
Zu der Landgemeinde gehören folgende 21 Ortschaften mit einem Schulzenamt:
- Dębno
- Długopole
- Dursztyn (Dürrenstein, Durstin oder Dürrstein, slowak. Durštín, ung. Dercsény)
- Gronków
- Harklowa
- Klikuszowa
- Knurów
- Krauszów
- Krempachy
- Lasek
- Ludźmierz
- Łopuszna
- Morawczyna
- Nowa Biała
- Obidowa
- Ostrowsko
- Pyzówka
- Rogoźnik
- Szlembark (Schellenberg)
- Trute
- Waksmund